# Jerzy Dmochowski (1923–1994)
Jerzy Zygmunt Dmochowski ps. Dwururka (ur. 2 maja 1923 w Warszawie, zm. 20 czerwca 1994 tamże) – polski wykładowca, pedagog, specjalista w zakresie obróbki skrawaniem i dynamiki skrawania.

## Życiorys
Syn Stefana i Stefanii z domu Lukasik. W 1943 r. ukończył Szkołę Budowy Maszyn w Warszawie. W czasie wojny brał czynny udział w powstaniu warszawskim, a następnie przebywał w niewoli niemieckiej w obozie k. Sandbostel. W 1946 ukończył Szkołę Inżynierską im. H. Wawelberga i S. Rotwanda, a 5 lat później uzyskał w Moskwie stopień kandydata nauk technicznych. W 1952 przyjął stanowisko zastępcy profesora i kierownika Katedry Obróbki Metali na Wydziale Mechanicznym Technologicznym Politechniki Warszawskiej. Rok później rozpoczął dodatkową pracę w Wojskowej Akademii Technicznej w Warszawie, a w 1958 rozpoczął wykłady na Politechnice Szczecińskiej. W roku 1962 otrzymał tytuł profesora nadzwyczajnego, a w 1975 profesora zwyczajnego. Prace badawczo-naukowe Jerzego Dmochowskiego obejmowały szeroki zakres zagadnień w dziedzinie obróbki skrawaniem i obrabiarek.
Pochowany w Warszawie na starym cmentarzu na Służewie.

## Stanowiska
- 1952 – zastępca profesora i kierownika Katedry Obróbki Metali na Wydziale Mechanicznym Technologicznym Politechniki Warszawskiej
- 1953-1957 – pracownik Wojskowej Akademii Technicznej w Warszawie
- 1958-1966 – wykładowca Politechniki Szczecińskiej[2][3]

## Członkostwa
- członek Polskiego Towarzystwa Metaloznawczego
- członek Komitetu Badań Naukowych
- kierownik Rady Naukowej Centrum Badawczego KOPROTECH[2][3]
- członek Sekcji Podstaw Technologii Maszyn PAN
- członek PPR (1946-1948)
- członek PZPR (1948-1989)

## Nagrody, wyróżnienia, odznaczenia
- czterokrotnie nagradzany przez Ministra Nauki, Szkolnictwa Wyższego i Techniki
- wielokrotnie nagradzany przez Rektora Politechniki Warszawskiej[2][3]

## Publikacje
- Podstawy skrawania, 1965
- Obróbka ultradźwiękowa, 1972
- Zastosowanie metod cybernetyki technicznej do badań dynamiki obróbki skrawaniem i obrabiarek, 1970[2][3]

## Odznaczenia
- Krzyż Kawalerski Orderu Odrodzenia Polski;
- Krzyż Oficerski Orderu Odrodzenia Polski[5].